# Kelč (zámek)
Zámek Kelč se nachází ve stejnojmenném městě, ležícím asi 11 km západně od centra Valašského Meziříčí v okrese Vsetín. Majitelem objektu je Zlínský kraj, který zde provozuje Odborné učiliště Kelč. Od 3. května 1958 je areál zámku chráněn jako kulturní památka pod č. 14169/8-260.

## Historie

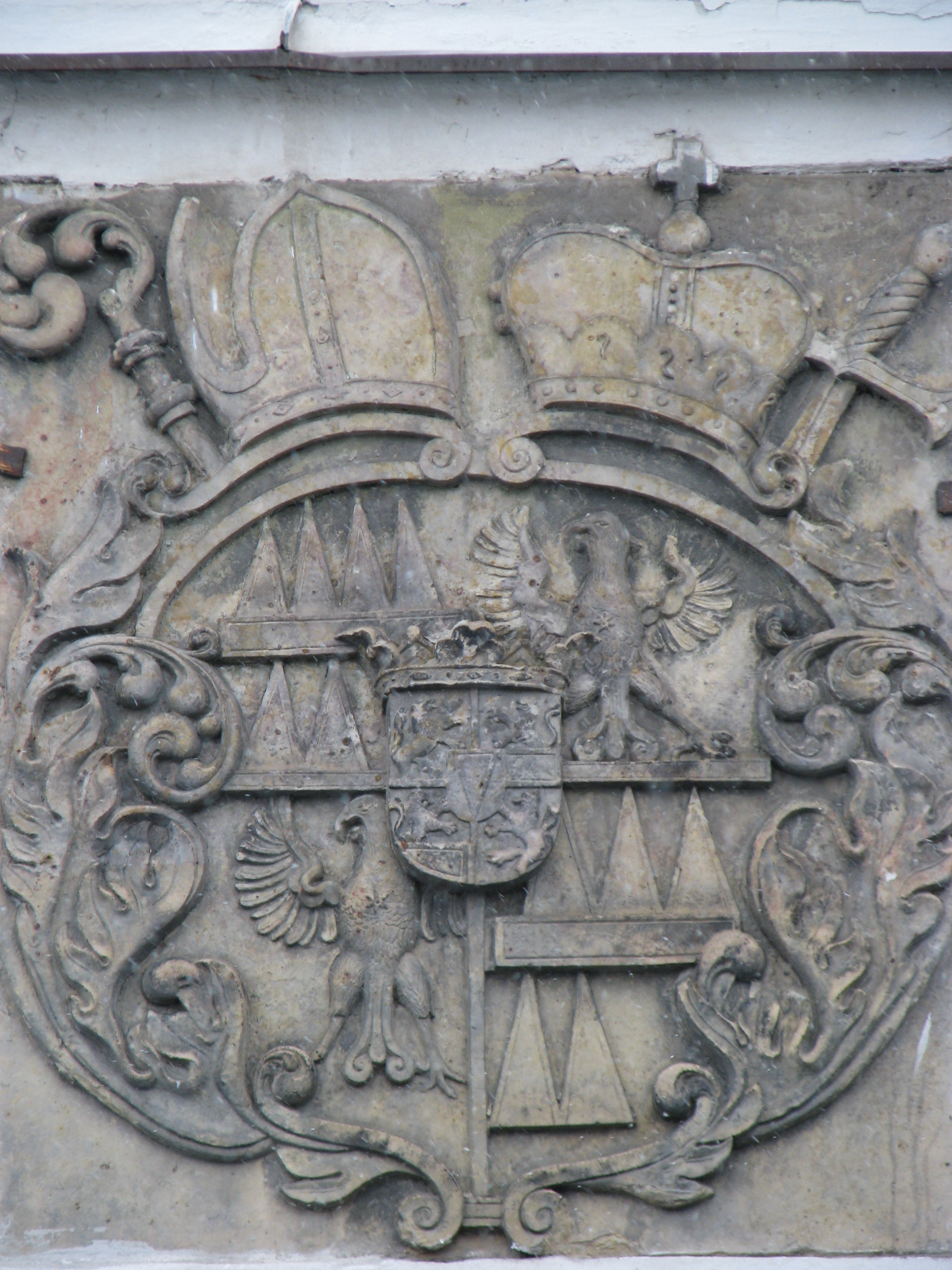
Erb olomouckého biskupa Karla II. z Lichtenštejna-Kastelkornu nad vjezdem do zámku

Předchůdkyní kelečského zámku byla gotická tvrz, zbudovaná patrně po polovině 15. století pány z Heršic, zástavními majiteli panství. V 80. a 90. letech 16. století bylo původní sídlo přeměněno v rozsáhlý renesanční zámek. Nákladnou přestavbu inicioval tehdejší olomoucký biskup Stanislav Pavlovský z Pavlovic (v úřadě 1579–1598), který do Kelče povolal italského stavitele Jakuba Vlacha a kroměřížské kameníky. V úpravách pokračoval také Pavlovského nástupce František z Ditrichštejna (1598–1636), za jehož episkopátu byla zřízena domácí kaple a vyrostlo zřejmě i jižní křídlo. Navzdory stavebním aktivitám se však ze zámku nestala trvalá biskupská rezidence, ale sloužil jako sídlo vrchnostenské správy kelečského panství. Během bojů třicetileté války budova utrpěla výrazné škody a její interiéry byly několikrát vyrabovány, naposledy švédskými vojáky v březnu 1647.
Po třicetileté válce se zámek dočkal pouze několika provizorních oprav a v neutěšeném stavu zůstával až do 60. let 17. století, kdy se hodnosti biskupa olomouckého ujal Karel II. z Lichtenštejna-Kastelkornu (1664–1695). Barokní úprava zámku probíhala v letech 1666–1668, kdy byla zrekonstruována věž, interiéry získaly nové klenby, omítky, štukovou výzdobu, kachlová kamna, okna a dveře. Biskupovi pak mělo sloužit první poschodí s kaplí, dvěma ložnicemi, prostorným rytířským sálem, audienčním sálem, jídelnou, stříbrníkem, hostinským pokojem a dalšími sedmi místnostmi. Mobiliář tvořily různé druhy nábytku, koberce, závěsy, paravány, cínové nočníky, toaletní židle či čtyřicet obrazů různé velikosti. Nad vjezd do areálu dal Lichtenštejn osadit svůj biskupský znak. Podobně jako jeho předchůdci, ani on však v Kelči netrávil příliš mnoho času a na zámku se zastavoval pouze při občasných vyjížďkách na Hukvaldy.
Situace se nezměnila ani v 18. století, kdy zámek roku 1742 vyhořel. O století později už byly realizovány pouze nezbytné záchranné zásahy, došlo ke zrušení kaple a poté, co byla správa velkostatku v roce 1905 přenesena do blízkých Všechovic, zůstal zámek opuštěn a jeho technický stav se nadále zhoršoval. Roku 1925 zámek obdržela Česká zemská péče o mládež, jež nechala areál zrekonstruovat a adaptovat na ústav pro duševně nemocné děti. Od roku 1951 je objekt sídlem odborného učiliště.

## Architektura

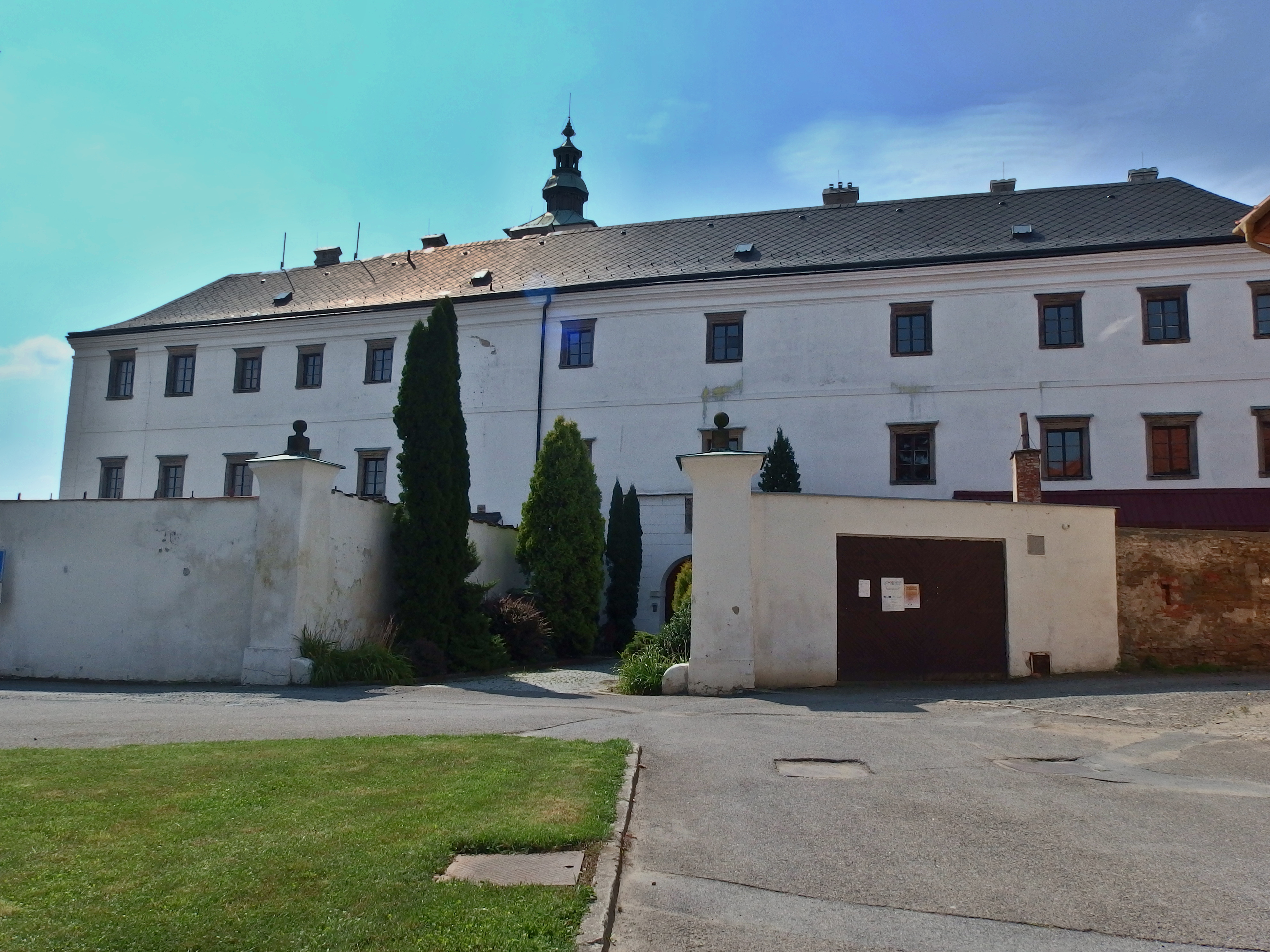
Severní křídlo zámku od náměstí

Volně stojící trojkřídlá budova o dvou poschodích, spolu s jižní hospodářskou přístavbou svírající obdélníkové nádvoří. Objektu dominuje šestipatrová hranolová věž se schodištěm, vystupující z východního křídla a zesílená mohutnými pískovcovými opěráky. Nádvorní strany fasády dekoruje bosáž, členící celé přízemí. Okna jsou zasazena do jednoduchých kamenných šambrán, přičemž okna prvního patra, směřující do nádvoří, spočívají v místech zazděných arkád. V některých vnitřních prostorech jsou dochovány valené klenby s výsečemi, zbytek místností je plochostropý.